# Aeroporto di Salisburgo
L'Aeroporto W.A. Mozart di Salisburgo è uno scalo aereo situato a 3,1 km a sud-ovest dal centro di Salisburgo in Austria e ad appena 2 km dal confine austro-tedesco.
L'aeroporto è un importante scalo aereo per i numerosi sciatori che si recano in Austria.